# Droga krajowa nr 14 (Węgry)
Droga krajowa nr 14 (węg. 14-es főút) – droga krajowa w północno-zachodnich Węgrzech, w komitacie. Długość - 13 km. Przebieg:
- Győr – skrzyżowanie z 1
- granica państwowa Vámosszabadi – Medveďov – połączenie ze słowacką drogą nr 13.

Droga jest częścią trasy europejskiej E575.